# Universitat de Bremen

La Universitat de Bremen és una universitat pública alemanya de la ciutat de Bremen, amb aproximadament 23.500 persones de 115 països.

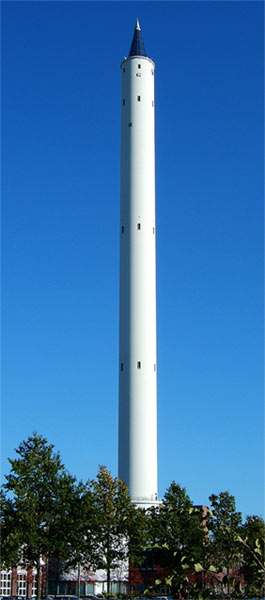
El Fallturm Bremen és una torre de caiguda de la Universitat de Bremen

Algunes de les iniciatives que es van emprendre en els primers temps de la universitat s'han convertit des de llavors en característiques de les universitats modernes, com ara l'aprenentatge interdisciplinari i la rellevància social del projecte orientat a la pràctica. La matrícula és gratuïta per als estudiants nacionals i internacionals. Hi ha, però, una aportació semestral d'aproximadament 300 € que inclou un bitllet per al transport públic de Bremen i parts de la Baixa Saxònia.